# Tezuka Productions
Tezuka Productions Co., Ltd. (яп. 株式会社手塚プロダクション кабусики гайся тэдзука пуродакусён), также Tezuka Pro — японская анимационная студия, расположенная в Токио. Её возглавляет Такаси Мацуя (яп. 松谷孝).

## История
В конце 1960-х годов студия Mushi Production, основанная Тэдзукой Осаму, начала испытывать финансовые трудности, и в 1973 году была вынуждена заявить о своём банкротстве. 23 января 1968 года Тэдзукой было создано издательство манги Tezuka Productions, не зависящее от Mushi Production. Tezuka Productions быстро расширилась до анимационной студии. Первое аниме, Fushigi na Melmo, было выпущено даже до банкротства Mushi Production.

## Проекты

### Аниме-сериалы
- Marvelous Melmo (1971—1972)
- Astro Boy (1980—1981)
- Don Dracula (1982)
- Aoi Blink (1989—1990)
- The New Adventures of Kimba The White Lion (1989—1990)
- The Three-Eyed One (1990—1991)
- Oniisama e... (1991—1992)
- In the Beginning: The Bible Stories (1997)
- Unison (2001—2002)
- Astro Boy (2003—2004)
- Phoenix (2004)
- Black Jack (2004—2006)
- Mokke (2007—2008)
- Genji Monogatari Sennenki (2009)
- Kids on the Slope (2012)
- Samurai Warriors (2015)[5]
- Young Black Jack (2015)
- Astro Boy Reboot (2017)[6]
- Dagashi Kashi 2 (2018)[7]
- The Quintessential Quintuplets (2019)
- Adachi and Shimamura (2020)
- How Not to Summon a Demon Lord Ω (2021)
- Girlfriend, Girlfriend (2021)
- Muteking the Dancing Hero (2021)
- The Dawn of the Witch (2022)
- Mamekichi Mameko NEET no Nichijō (2022)
- Endo and Kobayashi Live! The Latest on Tsundere Villainess Lieselotte (2023)
- My Home Hero (2023)
- The Café Terrace and Its Goddesses (2023)
- Under Ninja (2023)

### OVA
- The Green Cat (1983)
- Ambassador Magma (1993)
- Black Jack (1993—2011)
- Ravex in Tezuka World (2009)
- The Prince of Tennis: Best Games!! (2018—н.в.)

### Полнометражные аниме
- Prince of the Sun (1978)
- Phoenix 2772 (1980)
- Bremen 4: Jigoku no naka no tenshi-tachi (1981)
- Black Jack The Movie (1996)
- Guskō Budori no Denki (2012)[8][9]

### Видеоигры
- Astro Boy (2004)
- Astro Boy: Omega Factor (2004)
- Blood Will Tell: Tezuka Osamu’s Dororo (2004)
- Astro Boy: The Video Game (2009)
- Astro Boy: Tap Tap Rush (2011)
- Astro Boy Dash (2013)